# Giorno del programmatore
Il Giorno del programmatore (in russo День программиста?, Den' programmista) è una festività professionale celebrata il 256º (100º numero esadecimale, o 28) giorno di ogni anno (il 13 settembre in quelli ordinari e il 12 settembre in quelli bisestili). È ufficialmente riconosciuta in Russia.
Il numero 256 (28) fu scelto perché è il numero di valori distinti rappresentabile con un byte, un numero ben conosciuto dai programmatori. 256 è inoltre la potenza più alta del numero 2 che sia minore di 365, il numero di giorni in un anno ordinario.

## Storia
Questo particolare giorno fu proposto da Valentin Balt e Michael Cherviakov (noto come htonus), impiegati della Parallel Technologies (una software house). Nel 2002 essi organizzarono una raccolta firme per una petizione da indirizzare al governo della Russia per riconoscere il giorno come l'ufficiale Giorno del Programmatore.
Il 24 luglio 2009 il Ministero dello Sviluppo Digitale, delle Comunicazioni e dei Mass Media della Russia propose un disegno di legge per istituire una nuova festività professionale, il Giorno del Programmatore.
L'11 settembre dello stesso anno l'allora presidente della Russia Dmitrij Medvedev approvò il disegno di legge.

## Giorno del Programmatore in Cina
In Cina, il Giorno del Programmatore è il 24 ottobre, ed è istituito da molti anni. La data fu scelta perché può anche essere scritta come 1024, che è uguale a 210. Tale data, inoltre, rimane uguale anche negli anni bisestili.